# Elpinice

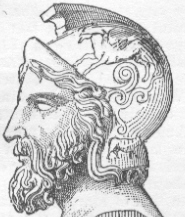
Milcíades el Joven, padre de Elpinice.

Elpinice (n. finales siglo VI - primeros decenios del siglo V a. C.), fue una mujer ateniense, perteneciente a la aristocrática familia de los Filaidas. Hija del estadista Milcíades el Joven, el vencedor de Maratón y medio hermana, por parte de padre, de Cimón.

## Vida
Refiere Cornelio Nepote, el hecho de que contrajera matrimonio con su medio hermano, de lo que no hay evidencia cierta. Dicho tipo de unión estaba permitida por las leyes de Atenas para los hermanos de distinta madre y para las hijas epicleras y no era infrecuente. Otros apuntan a que mantuvieron una relación incestuosa, la cual, según la historiografía, es probable que fuera un infundio de los adversarios políticos de Cimón.
Calias, un acaudalado ateniense, cuya fortuna procedía de la explotación de las minas de plata del demo ático de Laurión, se ofreció a casarse con Elpinice, para saldar la deuda impagada que Cimón había heredado de la multa impuesta a Milcíades. Como Cimón no dio su aceptación, en calidad de tutor de su hermana, ella se opuso a la decisión de su hermano, ya que el impago de la multa supondría irremisiblemente el ingreso de éste en prisión, por tanto se avino a casarse con Calias con la condición de que pagara la deuda.